# Mitja Miklavec
Mitja Miklavec, slovenski častnik, obrambni ataše, * 8. oktober 1960, Sežana.
Polkovnik magister Mitja Miklavec je trenutno obrambni ataše Republike Slovenije v Italiji.

## Vojaška kariera
- obrambni ataše v Italiji (1. maj 2002 - )
- načelnik Službe za mednarodno sodelovanje MORSa (1999 - 1. maj 2002)
- obrambni ataše v ZDA (1995 - 1999)
povišan v polkovnika (13. maj 1998)
- načelnik Šole za častnike SV

## Odlikovanja in priznanja
- srebrna medalja Slovenske vojske (16. maj 1993)